# غده تهیگاهی
غدهٔ تهیگاهی یا دکمهٔ تهیگاهی (به انگلیسی: Iliac tubercle) تقریباً ۵ سانتیمتر (۲ اینچ) پشت به خار تهیگاهی بالایی پیشین بر روی ستیغ تهیگاهی در انسان قرار دارد. صفحه افقی که شامل هر یک از غده‌ها (یکی غده تهیگاهی چپ و یکی غده تهیگاهی راست) می‌شود، صفحه افقی غده‌ای نامیده می‌شود. خاستگاه نوار تهیگاهی-درشت‌نئی غدهٔ تهیگاهی است. غدهٔ تهیگاهی همچنین پهن‌ترین نقطه ستیغ تهیگاهی است و در سطح فرایند مهرهٔ L5 قرار دارد.